# 【我推的孩子】 (真人版)
《【我推的孩子】》是由赤坂明原作、橫槍萌果作畫的日本同名漫畫所改編真人演出影劇，電視劇於2024年11月28日晚上9時（日本時間）上線，由Prime Video全球獨家播映，全8集；電影《【我推的孩子】-The Final Act-》於2024年12月20日上映，由東映發行。

## 演員
參考資料：

### 主要角色
- 阿奎亞／星野愛久愛海：櫻井海音[2]／岩川晴[5]（幼年）

小愛的孩子，露比的孿生哥哥。為了找到殺害母親小愛的真兇，從而進入演藝圈。
- 小愛／星野愛：齋藤飛鳥[2]

草莓娛樂經紀公司所屬的偶像團體「B小町」的C位，是有著在舞台上閃閃發光的傳奇偶像。
- 露比／星野瑠美衣：齊藤渚[2]／齊藤柚奈[5]（幼年）

小愛的孩子，阿奎亞的孿生妹妹。為了成為像已故母親小愛那樣的偶像為目標，組成新生「B小町」。
- 有馬佳奈：原菜乃華[2]／永瀬柚凪[5]（幼年）

前天才童星，與露比、MEM CYO組成新生「B小町」。
- ：茅島水樹[2]

劇團「Lalalai」所屬的天才女演員，性格認真、吃苦耐勞的人。
- MEM CYO：Ano[2]

人氣網紅，與露比、佳奈組成新生「B小町」。

### 配角
第1集
- 雨宮吾郎：成田凌

阿奎亞的前世，鄉下的婦產科醫生，因為患者紗理奈的影響而成為小愛的粉絲。
- 天童寺紗理奈：稻垣來泉

露比的前世，小愛的忠實粉絲，受雨宮醫生關心的患者。
- 齊藤壹護：吉田鋼太郎

草莓娛樂經紀公司的首任社長，發現小愛的才華並將其培養成一名傳奇偶像。
- 齊藤美彌子：倉科佳奈

草莓娛樂經紀公司的現任社長，負責照顧阿奎亞和露比。
- 五反田泰志：金子統昭

電影導演，發現幼年阿奎亞的演技天賦並挖掘他進入演藝圈的人。
- 五反田泰志之母：松本海希
- 涼介：杢代和人

大學生，愛的狂熱粉絲。
- 川村惠理子：濱田麻里

婦產科護士，雨宮醫生的同事。
- 初代「B小町」成員：酒井唯菜、兼清萌萌香、齋藤茉日、中野愛美

第2集
- 鏑木勝也：要潤

電視劇《今天甜》的製作人，知道小愛的過去。
- 吉祥寺賴子：安達祐實

電視劇《今天甜》的原作者。
- 鳴嶋愛溶：簡秀吉

電視劇《今天甜》的主演，演員兼模特兒。
- 鮫島亞枇子：志田未来

舞台劇《東京BLADE》的原作者，過去是吉祥寺的助手。
第3集
- 鷲見有希：奈葉

時裝模特兒，戀愛真人實境秀《現在認戀》的參加者。
- 熊野修之：柊太朗

舞者，戀愛真人實境秀《現在認戀》的參加者。
- 森本健吾：黑田昊夢

樂手，戀愛真人實境秀《現在認戀》的參加者。
- 皮耶勇酷雞：野田水晶

戴著小雞頭套的蒙面健身系YouTuber。
第4—6集
- 雷田澄彰：中村蒼

舞台劇《東京BLADE》的製作人。
- GOA：戶塚純貴

舞台劇《東京BLADE》的編劇家。
- 姫川大輝：山下幸輝

劇團「Lalalai」所屬的招牌男演員，舞台劇《東京BLADE》的主演。
- 金田一敏郎：尾美利德

劇團「Lalalai」所屬的演出家，舞台劇《東京BLADE》的導演。
- 淺見真子：菊地姫奈

佳奈的演藝圈同伴。
- 火村：竹財輝之助

新生「B小町」新歌的詞曲作家。
- 小清水大地： 宮川一朗太
- 鴨志田朔夜：鄉馬健太郎
- 川口孝助：緒形敦

第7—8集
- 銀蓮花·蓮蓮：石井杏奈

新生「B小町」新歌的MV導演。
- 島政則：青柳翔

電影導演，榮獲各種電影獎項。
- 神木輝：二宮和也／黑川想矢（幼年）

星野兄妹的生父，造成愛死亡的元凶。
- 上原清十郎：澀江讓二
- 板野一彥：矢柴俊博
- 片寄由良：岡田結實
- 不知火芙莉露：澀谷凪咲

電影版
- 星野步美：剛力彩芽
- 姬川愛梨：片山萌美

## 製作人員
參考資料：
- 原作：《【我推的孩子】》赤坂明×橫槍萌果（集英社《週刊YOUNG JUMP》連載）
- 音樂：fox capture plan
- 企劃、製作：井元隆佑
- 劇本：北川亞矢子
- 導演

- 網路劇：史密斯、松本花奈
- 電影：史密斯

- 攝影：奧平功
- 剪接：小野寺繪美
- 製作：東映東京攝影所
- 出品、電影發行：東映（串流發行：Amazon Prime Video）

## 主題曲
參考資料：
網路劇主題曲
（第1集）
作詞、作曲：MY FIRST STORY.CHIMERAZ；主唱：MY FIRST STORY
（第2集）
作詞、作曲、編曲：；主唱：
（第3集）
作詞：工藤大輝；作曲、編曲：工藤大輝、MAKKA；主唱：Da-iCE
Past die Future（第4集）
作詞、作曲：；編曲、主唱：I's
（第5集）
作詞、作曲：；編曲、主唱：超狂的T-shirt店
（第6集）
作詞、作曲：KENTA；編曲、主唱：WANIMA
（第7集）
作詞、作曲：；主唱：星期三的康帕內拉
REVENGE（第8集）
作詞：、teppei、KennyDoes；作曲：peko、Cosaqu；主唱：Umeda Cypher
電影片尾曲SHINING SONG
作詞、作曲、編曲：，主唱：B小町（齊藤渚、原菜乃華、Ano）
劇中曲
暗號B（第1—4、8集）
作詞、作曲：大石昌良，編曲：田仲圭太（初代B小町）；田仲圭太、齊藤美咲（初代B小町），主唱：初代B小町（齋藤飛鳥、酒井唯菜、兼清萌萌香、齋藤茉日、中野愛美）（第1—4、8集）；B小町（齊藤渚、原菜乃華、Ano）（第8集）
（第1—5、8集）
作詞、作曲、編曲：，主唱：初代B小町（齋藤飛鳥、酒井唯菜、兼清萌萌香、齋藤茉日、中野愛美）（第1—4、8集）；B小町（齊藤渚、原菜乃華、Ano）（第5、8集）
Rising Spotlight（第1、5、8集）
作曲、編曲：田仲圭太
（第3集）
作詞、作曲：岩崎慧
（第5集）
作詞：minamo、吉澤朱音，作曲：浅場佳苗，主唱：babababambi
（第6—8集）
作詞、作曲、編曲：SEE，主唱：B小町（齊藤渚、原菜乃華、Ano）

## 劇集列表
| 集數 | 標題  | 導演     | 編劇                | 上線日期       |
| ---- | ----- | -------- | ------------------- | -------------- |
| 1    | 第1集 | 史密斯   | 北川亞矢子          | 2024年11月28日 |
| 2    | 第2集 | 史密斯   | 北川亞矢子          | 2024年11月28日 |
| 3    | 第3集 | 松本花奈 | 北川亞矢子          | 2024年11月28日 |
| 4    | 第4集 | 井元隆佑 | 北川亞矢子          | 2024年11月28日 |
| 5    | 第5集 | 史密斯   | 北川亞矢子          | 2024年11月28日 |
| 6    | 第6集 | 史密斯   | 北川亞矢子          | 2024年11月28日 |
| 7    | 第7集 | 松本花奈 | 北川亞矢子 井元隆佑 | 2024年12月5日  |
| 8    | 第8集 | 史密斯   | 北川亞矢子          | 2024年12月5日  |

## 與原作相異之處
- 本影集版第1集改編的第一章「童年」暫未提及星野兄妹轉生前的情節，其情節預定於電影《The Final Act》中提及。
- 在原作漫畫及動畫版，《東京BLADE》是2.5次元舞台劇，但在本影集版則設定為「月9」電視劇。
- 原作角色「月讀」一角被刪除，改由婦產科護士「川村惠理子」告訴露比有關吾郎死去當日有不明人士出現的情報，吾郎的屍體亦變成茜透過阿奎亞提供的線索而發現。

## 製作

### 發展
2024年1月24日早上7時（日本時間），宣布將改編為真人版，電視劇由Prime Video全球獨家上線，全8集。6月20日，官方宣佈將於2024年11月28日晚上9時（日本時間）開始播出。
電影《【我推的孩子】-The Final Act-》由東映發行，並公開主要演員陣容。2024年12月20日於日本上映。

## 榮譽

### 電影版
| 獎項                 | 頒獎日期      | 獎項類別   | 提名或獲獎者 | 結果 | 參考來源 |
| -------------------- | ------------- | ---------- | ------------ | ---- | -------- |
| 第48屆日本電影學院獎 | 2025年3月14日 | 新人演員獎 | 齋藤飛鳥     | 獲獎 | [ 12 ]   |

## 外部連結
- 電影版＆電視劇官方網站（日語）
  - 真人版影劇的X（前Twitter）
  - 真人版影劇的Instagram帳戶